# Adolf Helfferich
Adolf Helfferich (Württemberg, 1813 – 1894) va ser un filòsof professor de filosofia a la Universitat de Berlín i seguidor de l'idealisme de Schleiermacher.

## Biografia
Fill d'un pastor protestant de Suècia, es va formar al seminari d'Urach, l'escola de gramàtica de Stuttgart i la Universitat de Tübingen. Restà profundament molest el 1833 per la llarga detenció prèvia al judici i la detenció punitiva en què un ammic seu va caure "per culpa de la participació remota en l'intent d'un aixecament que posava en perill la independència de l'estat". Per això immediatament després de superar amb nota els exàmens de l'església i de l'escola secundària va abandonar el seu país d'origen.
Es dedicà a ensenyar, viatjar i escriure a l'estranger, primer va ser professor a Frankfurt animat per l'amistat paterna de JK Passavant, i després fou tutor privat a París, on també va ser responsable d'estudis científics i va començar a escriure "Contribucions al misticisme cristià" (2 vols., Hamburg 1842). El 1842 esdevingué professor privat i després professor extraordinari de filosofia a la universitat, durant un cert temps també a l'acadèmia de guerra de Berlín.
El 1866, molest políticament, va deixar Berlín per sempre per satisfer les seves necessitats de viatjar, que abans l'havien portat a la majoria de països d'Europa, especialment on considerava que hi havia singularitats artístiques. Finalment va patir una malaltia auditiva durant molt de temps que li afectà el cervell i que el va portar a diversos centres mèdics des del 1873, primer a Múnic i després a Kennenburg, a prop de Stuttgart, on va morir als 82 anys.
Era un professor universitari que feia conferències sobre les diverses disciplines filosòfiques i altres aspectes com els estudis universitaris, anglès i francès, socialisme, esperit contemporani, art i filosofia d'art. No va tenir un èxit singular, però va tenir una carrera regular com a professor universitari. Radowitz el va voler acostar a la política. Va ser reconegut per alguns dels seus nombrosos escrits. Va escriure sobre el català i Ramon Llull.

## Obres destacades
- Sobre Spinoza i Leibniz, 1846[2]
- Anglès i Francès, 1852, 2a edició 1859[2]
- Art and Style Art, 1853[2]
- L'organisme de la ciència i la filosofia de la història, 1856[2]
- Aperçu de l'histoire des langues neolatines en Espagne (1857), amb G. de Clermont[1]
- Raymond Lull und die Anfänge katalonisches Literatur (1858)[1]
- Esbossos i històries d'Irlanda, 1858[2]
- Biografia de J.K. Passavant, de 1867.[2]